# Salmoperla sylvanica
Salmoperla sylvanica is een steenvlieg uit de familie Perlodidae. De wetenschappelijke naam van de soort is voor het eerst geldig gepubliceerd in 1987 door Baumann & Lauck.